# Endogrupo e exogrupo

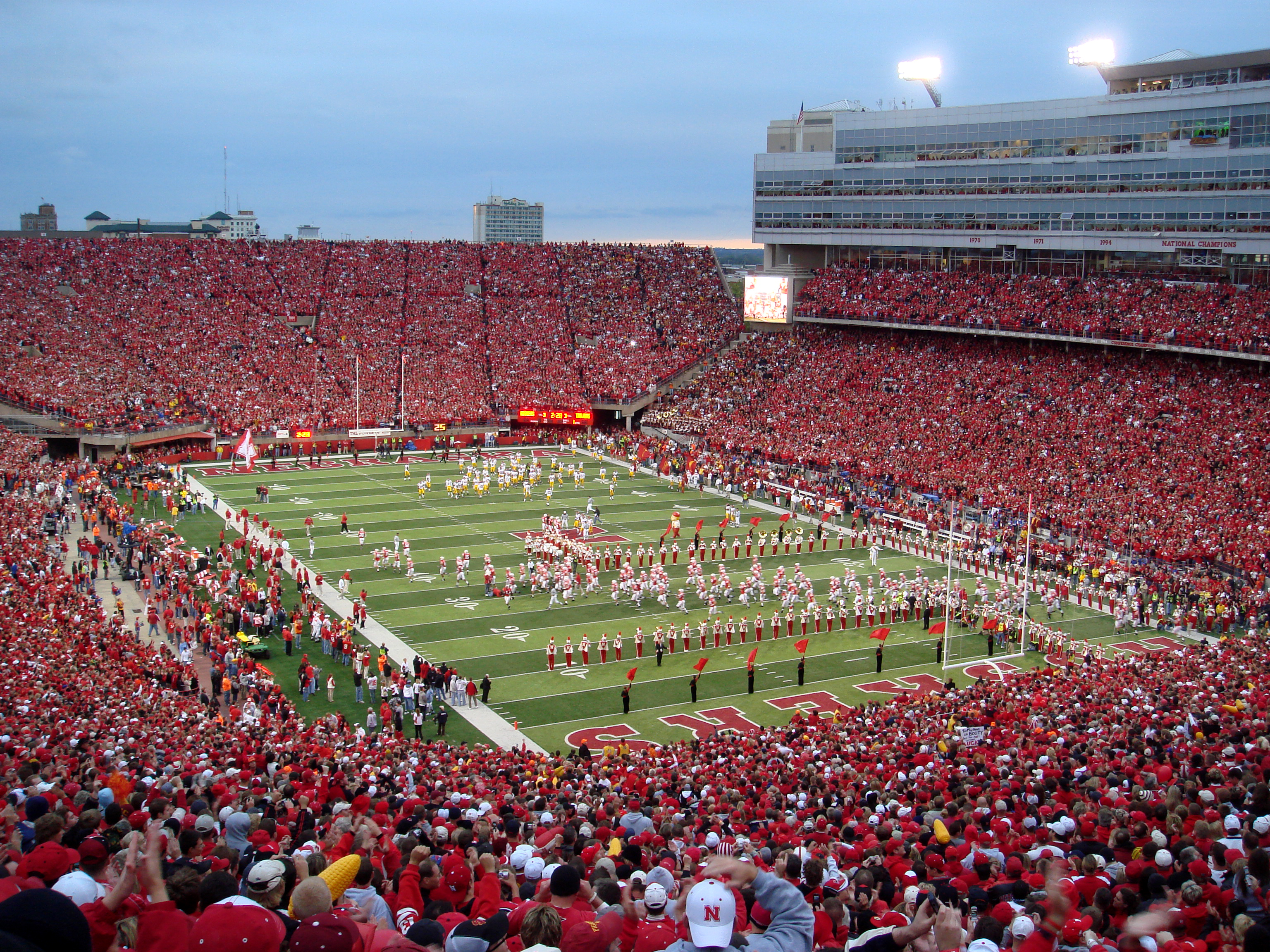
Múltiplas camadas de grupos internos e externos em um estádio de futebol americano:
- As pessoas neste estádio formam um grupo de fãs de futebol americano contra aqueles que não são fãs de futebol.
- Adeptos presentes no estádio vs. pessoas que assistem ao jogo através de meios externos, por exemplo, cobertura televisiva.
- Torcedores e profissionais filiados a um time versus aqueles filiados ao time adversário.
- Profissionais de campo (jogadores, dirigentes, treinadores, mascotes e torcedores) vs. os clientes pagantes nas arquibancadas que não têm acesso ao núcleo seguro das instalações, exceto por convite de um indivíduo de alto status.
- Classes de proprietários ricos e sua equipe executiva sênior, com acesso a camarotes privados versus talentos caros.
- Mídia com endosso organizacional e afiliação que desfrutam de acesso de jogador especial a uma equipe versus mídia não afiliada.
- Equipe técnica envolvida na manutenção e operação das instalações versus equipe esportiva (árbitros, cronometristas, estatísticos e juízes do jogo).

Na sociologia e na psicologia social, um grupo interno ou endogrupo é um grupo social ao qual uma pessoa se identifica psicologicamente como membro. Em contraste, um grupo externo ou exogrupo é um grupo social com o qual um indivíduo não se identifica. As pessoas podem, por exemplo, se identificar com seu grupo de pares, família, comunidade, equipe esportiva, partido político, gênero, orientação sexual, religião ou nação. Verificou-se que o pertencimento psicológico de certos grupos e categorias sociais está associado a uma ampla variedade de fenômenos.
A terminologia tornou-se popular por Henri Tajfel e colegas a partir da década de 1970, durante seu trabalho na formulação da teoria da identidade social. A importância da categorização dentro e fora do grupo foi identificada usando um método chamado paradigma do grupo mínimo. Tajfel e seus colegas descobriram que as pessoas podem formar grupos de autopreferências em questão de minutos e que esses grupos podem se formar mesmo com base em características discriminatórias completamente arbitrárias e inventadas, como preferências por certas pinturas.
Em neurologia, há uma literatura estabelecida sobre a propensão inata do cérebro humano para dividir o mundo em nós e eles categorias de valência, onde a exata associação do grupo interno e externo é socialmente contingente (portanto, vulnerável aos instrumentos de propaganda), e a intensidade existente ao longo de um espectro pode ir de um nível mais leve até uma completa desumanização do grupo oposto, os "outros".

## Papel postulado na evolução humana
Na psicologia evolucionista, o favoritismo intragrupal é visto como um mecanismo evoluído selecionado pelas vantagens da afiliação à coalizão. Tem sido argumentado que características como gênero e etnia são características inflexíveis ou mesmo essenciais de tais sistemas. No entanto, há evidências de que os elementos de favoritismo são flexíveis, pois podem ser apagados por mudanças na categorização social. Um estudo no campo da genética comportamental sugere que podem existir mecanismos biológicos que favorecem a coexistência de sistemas flexíveis e essencialistas.